# Волга-Авиаэкспресс
ООО Авиакомпания «Волга-Авиаэкспресс» — бывшая российская авиакомпания, базировавшаяся в Волгограде. Выполняла регулярные и чартерные перевозки пассажиров, почты и грузов на внутренних и международных воздушных линиях.

## История
Компания основана в 1998 году. С августа 2007 года она перешла в структуры воронежского бизнесмена Николая Уланова. В 2009 году он провёл ребрендинг авиаперевозчика в «AirVolga».

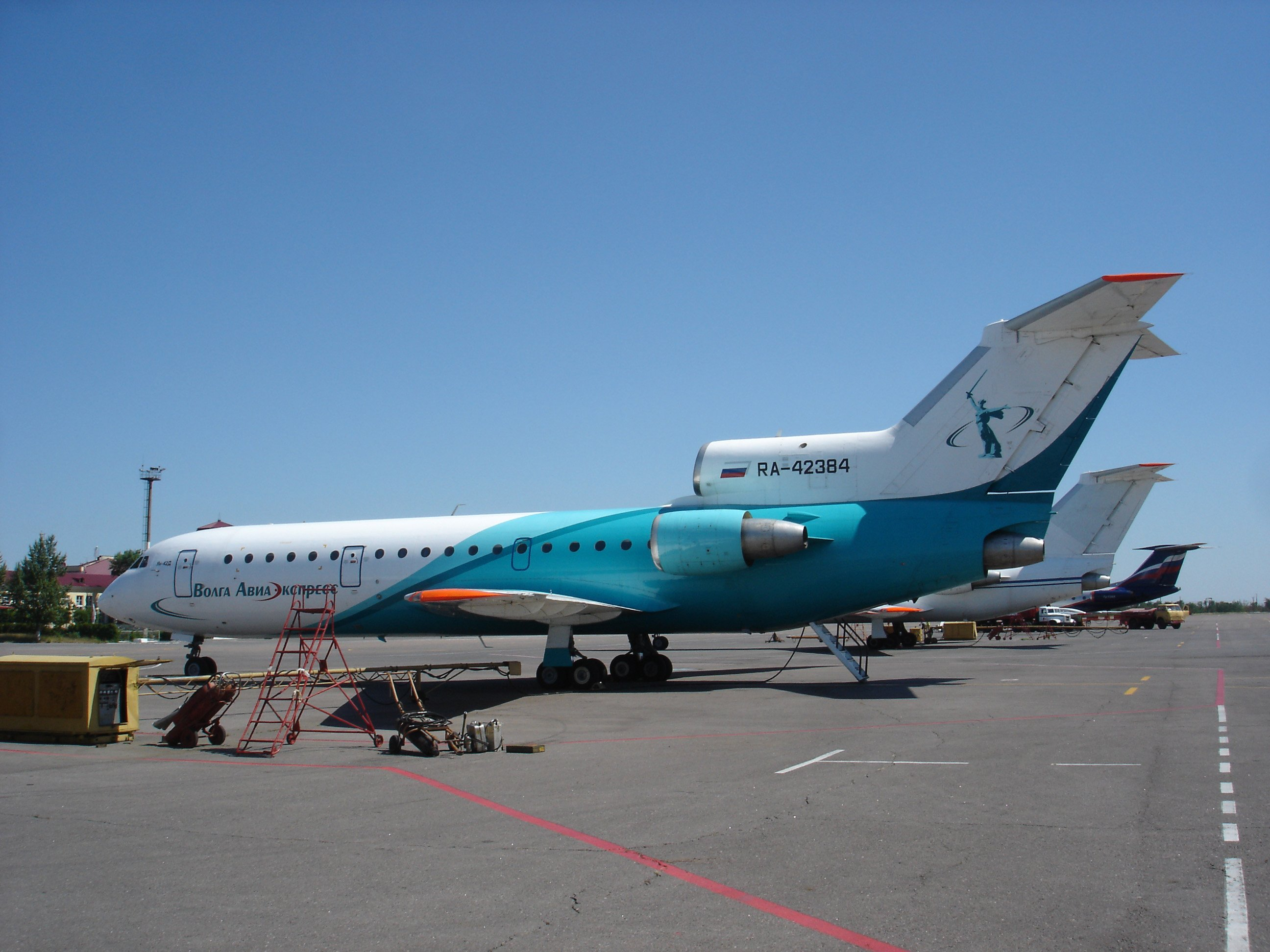
Як-42 авиакомпании Волга-Авиаэкспресс

Авиакомпанией выполнялись регулярные пассажирские рейсы в Москву, Ереван, Нальчик, в летний период — Сочи, Сургут, Тюмень, Актау, Екатеринбург. Также круглый год выполнялись вахтовые перевозки в Сургут и Актау. По заявкам туристических фирм реализовывались чартерные туры в ОАЭ (Дубай), в Турцию (Анталья, Даламан, Бодрум, Стамбул), в Египет (Хургада, Шарм-эш-Шейх). Численность персонала компании составляла 329 человек, количество лётного состава — 61 человек.
30 марта 2010 года авиакомпания прекратила полеты, планируется передача оставшегося парка и рейсов авиакомпании «РусЛайн».

## Флот
Воздушный парк перевозчика на 2009 год состоял из 10 самолетов: 1 Ту-134А, 3 Як-42Д, 6 CRJ-200.

## Происшествия
24 августа 2004 года самолет Ту-134 (регистрационный номер RA-65080) взорван в воздухе террористкой-смертницей через 26 минут после взлета.